# Euronext Lisboa
L'Euronext Lisboa, anteriorment coneguda com a Borsa de Valors de Lisboa i Porto, és la borsa de valors de Lisboa, pertanyent al grup Euronext. La primera borsa portuguesa remunta, no obstant, a l’1 de gener del 1769 (aleshores, Bolsa de Valores de Lisboa o BVL, eb portuguès Borsa de Valors de Lisboa). L’any 1999 la BVL i la BDP (Borsa del Porto) es van fusionar, donant la BVLP (Borsa de Valors de Lisboa i Porto). En els darrers anys la borsa ha conegut importants i àmplies mutacions que van des del propi enquadrament legal, a la seva estructura funcional, fins als sistemes de navegació o la integració en la plataforma internacional Euronext.